# Worlington (Suffolk)
Worlington – wieś w Anglii, w hrabstwie Suffolk, w dystrykcie West Suffolk. Leży 55 km na północny zachód od miasta Ipswich i 101 km na północny wschód od Londynu.